# Grajal de Campos
Grajal de Campos is een dorp en gemeente gelegen in de Spaanse provincie León, behorend tot de comarca van Sahagún, in de regio Castilië en León. De gemeente beslaat een oppervlakte van 25,37 km² en ligt aan de grens met de provincies Valladolid en Palencia. Grajal de Campos telt 231 inwoners (1 januari 2016).
De eerste bewoners van Grajal waren waarschijnlijk Kelten. Op 2 kilometer afstand van het dorp zijn resten gevonden van een Romeins fort, waarschijnlijk in 179 v.Chr. gesticht door Tiberius Sempronius Gracchus (consul in 177 en 163 v.Chr.). De naam Grajal zou een verbastering kunnen zijn van de Romeinse naam Gracchus.
Graaf Raymond van Bourgondië stierf hier in 1107 in aanwezigheid van de bisschop van Santiago de Compostella, Diego Gelmírez.
Grajal de Campos heeft verder historische betekenis vanwege de aanwezigheid van het paleis van de graven van het geslacht De la Vega. De bouw van dit paleis nam een aanvang in 1517 en 1523 onder leiding van architect Lorenzo de Adonza en werd in 1540 voltooid. De afgelopen jaren is het paleis grondig gerestaureerd.
Door het gebrek aan economisch perspectief heeft er de afgelopen vijftig jaar een leegloop plaatsgevonden. Door restauratie van de historische monumenten hopen de inwoners de gemeente nieuw leven in te blazen.

## Demografische ontwikkeling
Bron: INE, 1857-2011: volkstellingen

## Impressie

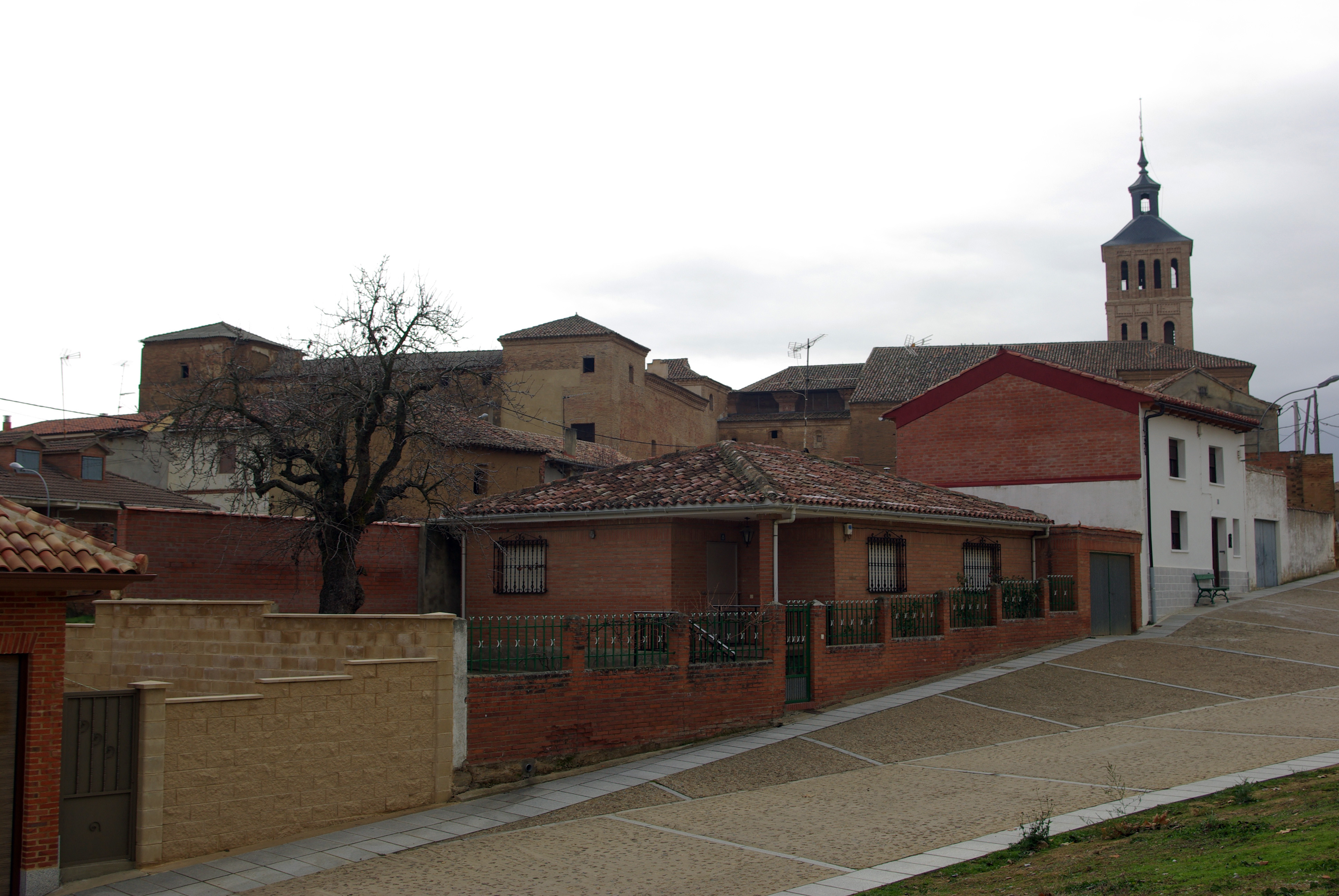
Grajal de Campos
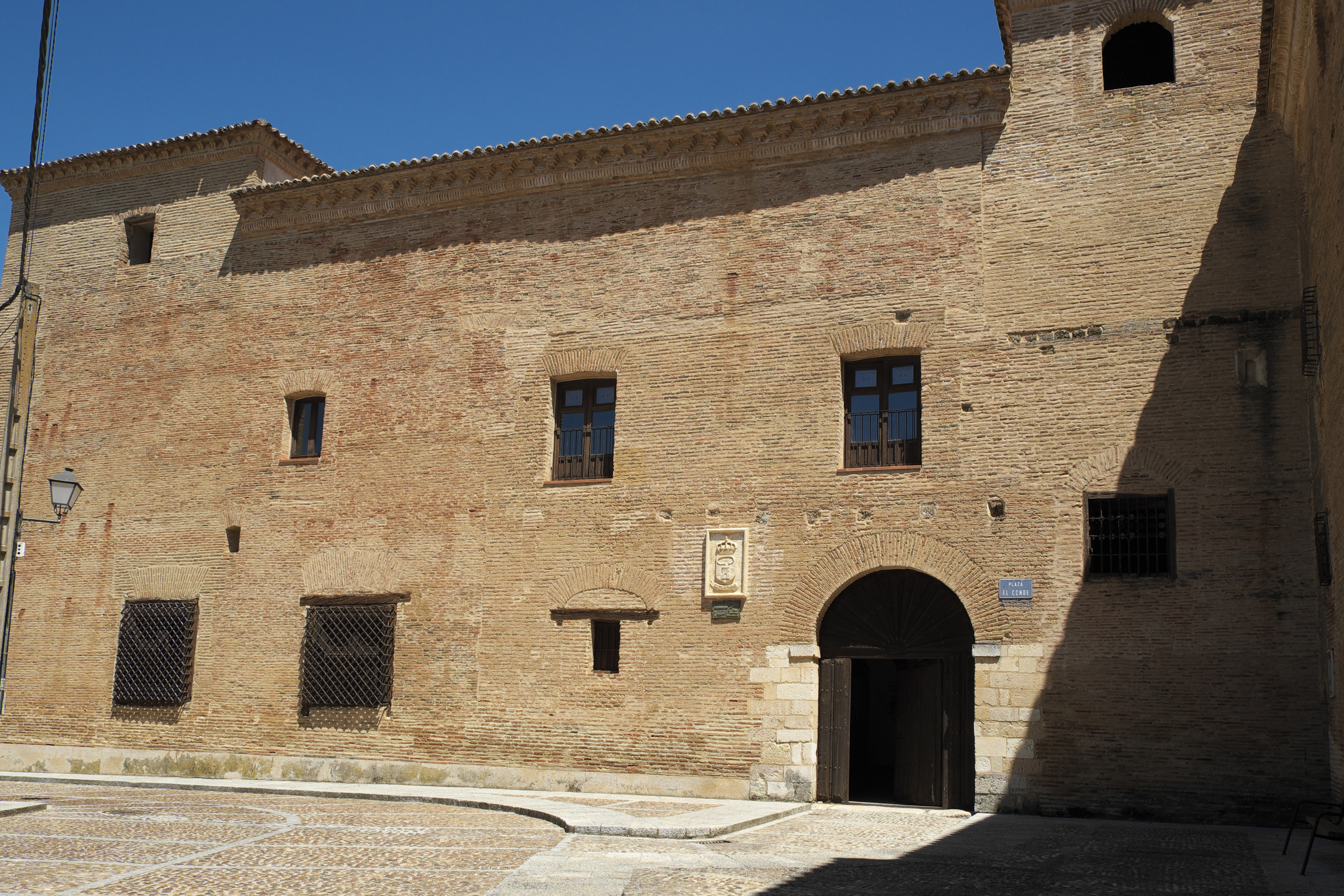
Palacio de don Hernando de Vega
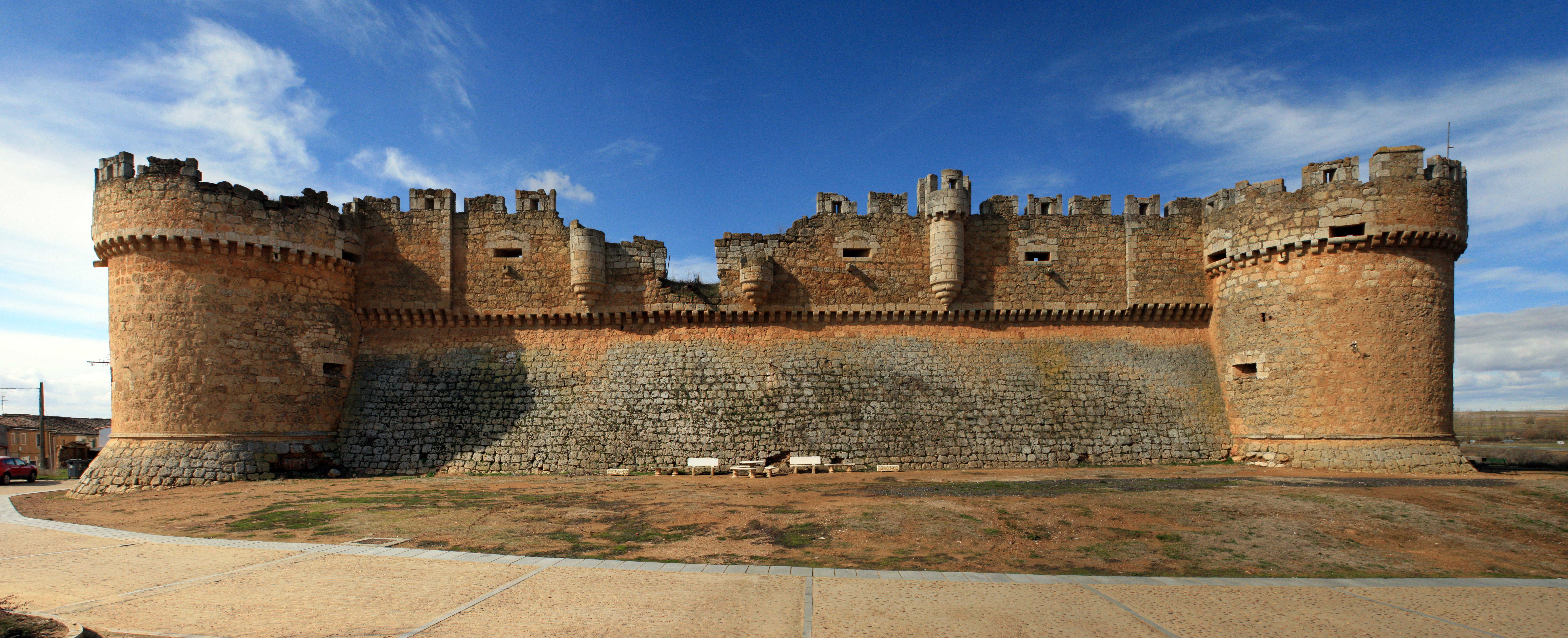
Kasteel van Grajal de Campos
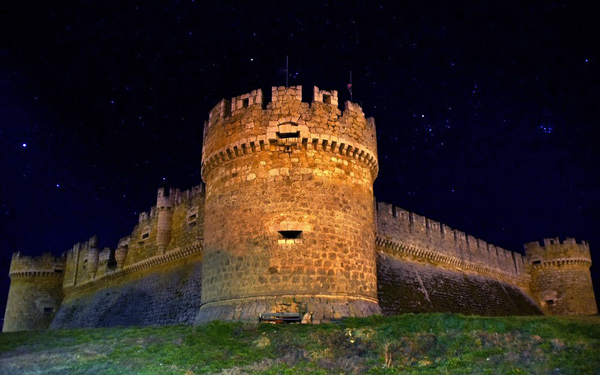
Kasteel
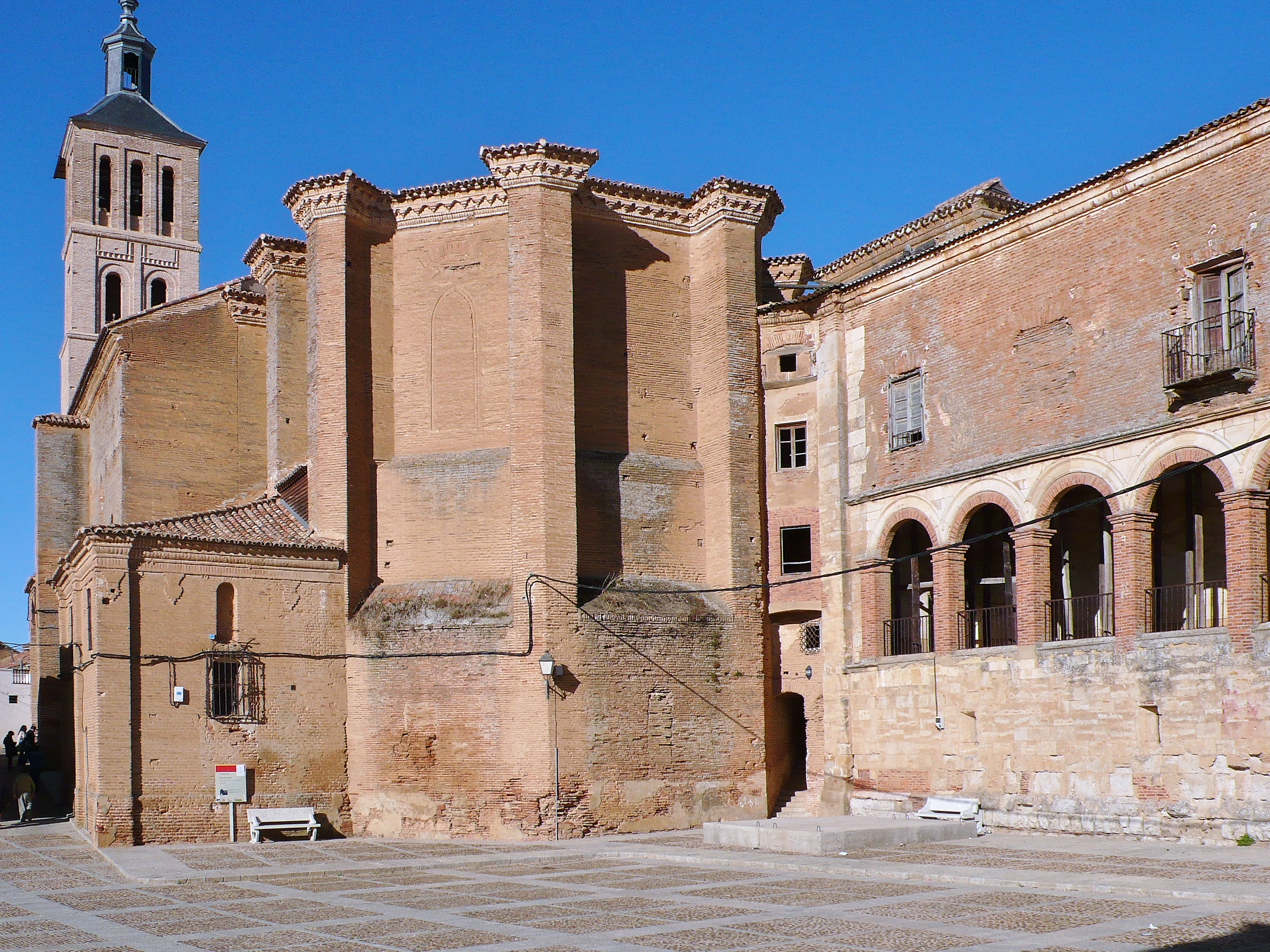
St. Michael de aartsengelkerk
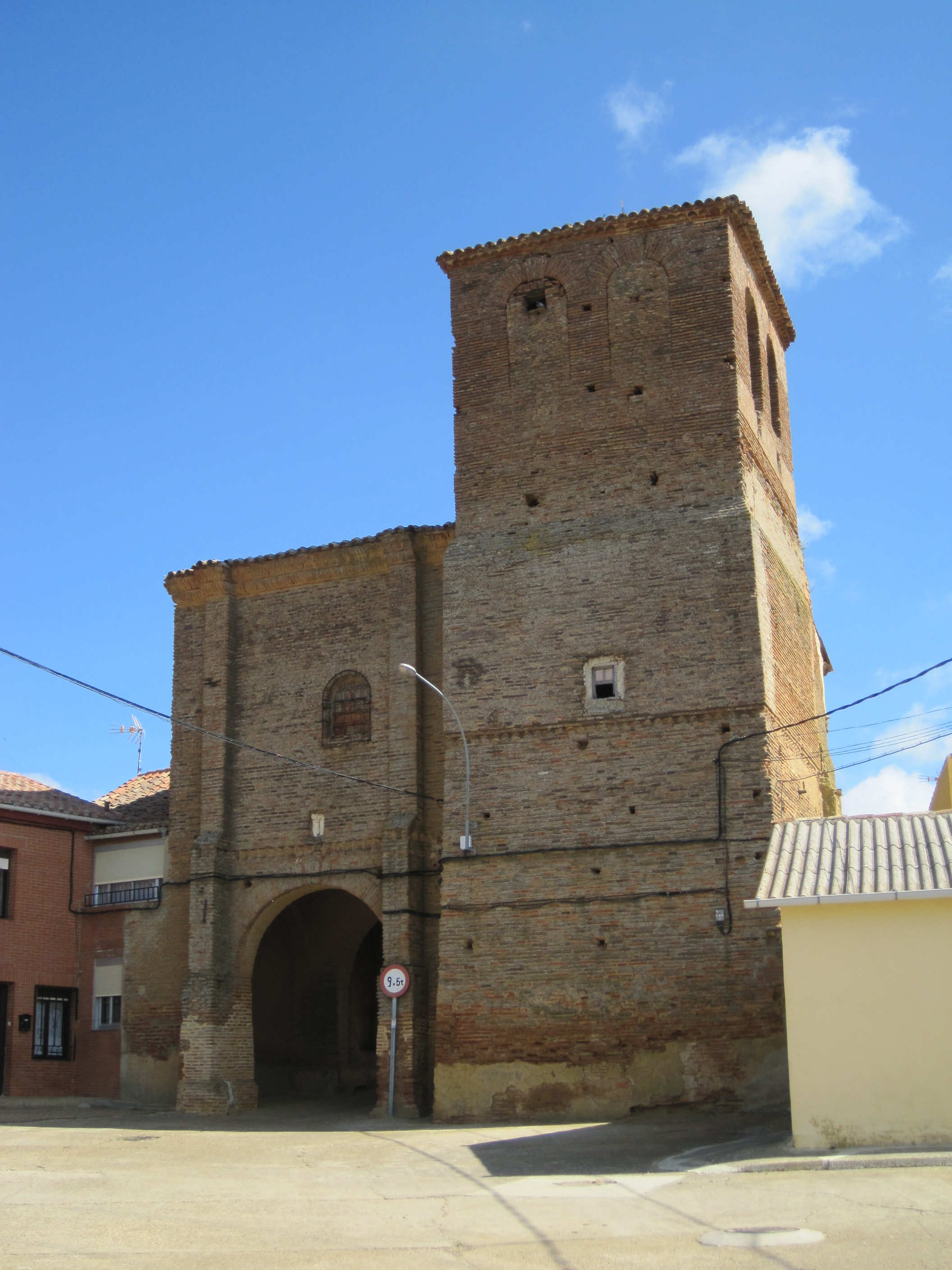
Ermita de la Virgen de las Puertas